# Ťahan
Ťahan je přírodní rezervace v oblasti Cerová vrchovina.
Nachází se v katastrálním území obcí Tomášovce a Sútor v okrese Rimavská Sobota v Banskobystrickém kraji. Území bylo vyhlášeno či novelizováno v letech 1997, 2012 na rozloze 309,1059 ha. Ochranné pásmo nebylo stanoveno.